# 1913 w nauce

## Nauki przyrodnicze i ścisłe

### Fizyka
- opracowanie prawa Bragga
- odkrycie efektu Starka

## Nagrody Nobla
- Fizyka - Heike Kamerlingh Onnes
- Chemia - Alfred Werner
- Medycyna - Charles Robert Richet